# Археолошко налазиште „Циглана“
Археолошко налазиште „Циглана“ је археолошки локалитет из латенског доба, сарматско насеље, који се налази у месту Плавна, општина Бач.

## Регистар непокретних културних добара
Археолошко налазиште „Циглана“ је уписан у регистар Непокретних културних добара на територији општине Бач у централни регистар као и у регистар Покрајинског завода за заштиту споменика културе Петроварадин 17. фебруара 2005. године на основу Решења Покрајинског завода за заштиту споменика културе у Новом Саду број 02-365/3-75 од 26. маја 1975. године. Редни број у локалном регистру је 10, у централном регистру АН 145.

## Опис локалитета и пронађених налаза
Око 2 км источно од села Плавна, на потезу Петковица, са северне стране главног одбрамбеног насипа на левој обали Дунава, у оквиру и око иловишта циглане, налази се археолошко налазиште "Циглана". Латенско и сарматско насеље које се ту налази је веома оштећено и већим делом потпуно уништено. Очуван је само периферни део насеља на благо заобљеној греди, која се спушта од североистока према југозападу. Дебљина културног слоја износи од 1 до 2,5 м. Археолошки предмети који су прикупљени чувају се у градском музеју у Сомбору.